# Marian Rentgen-Güntner

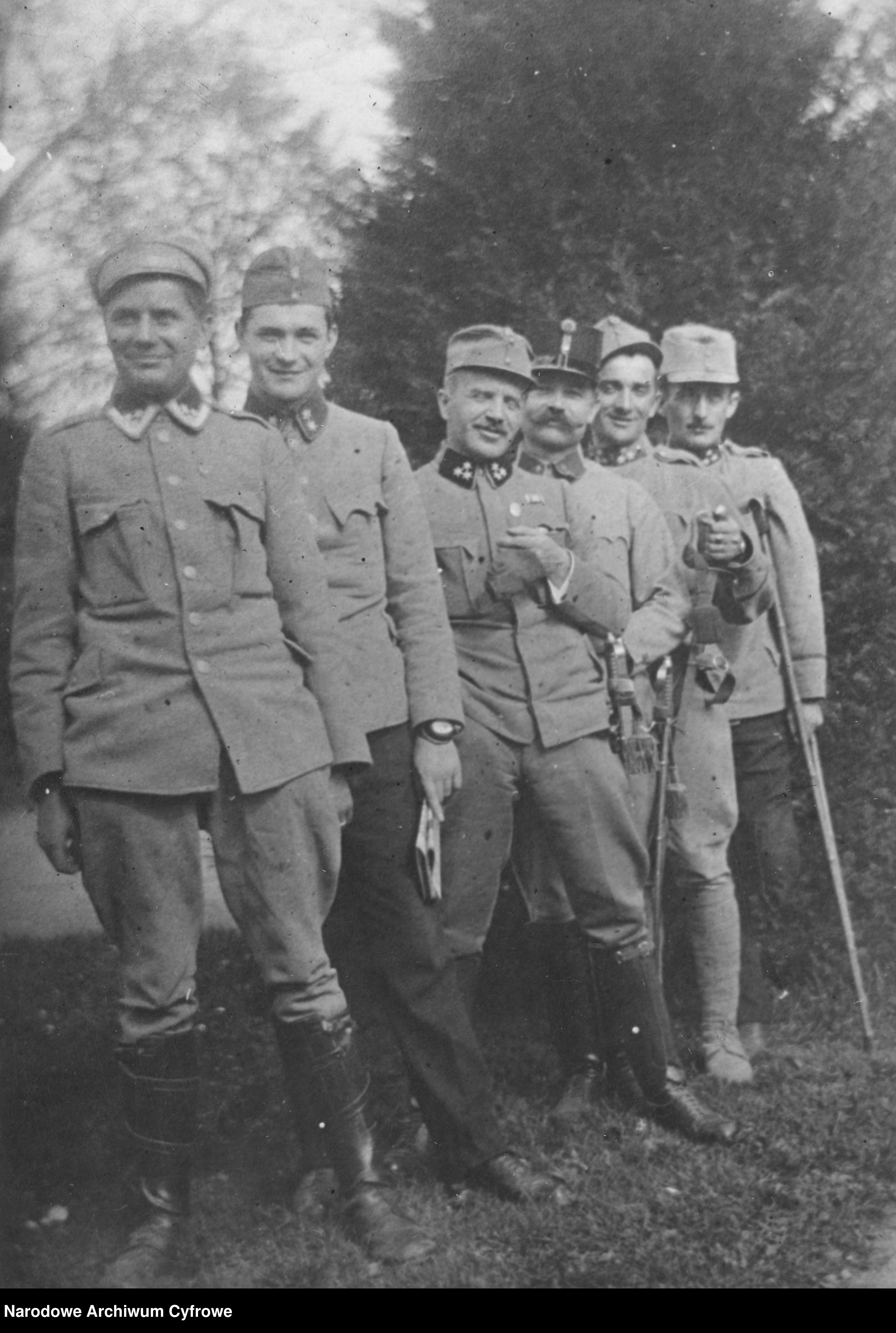
Marian Güntner (drugi od prawej) w grupie legionistów.

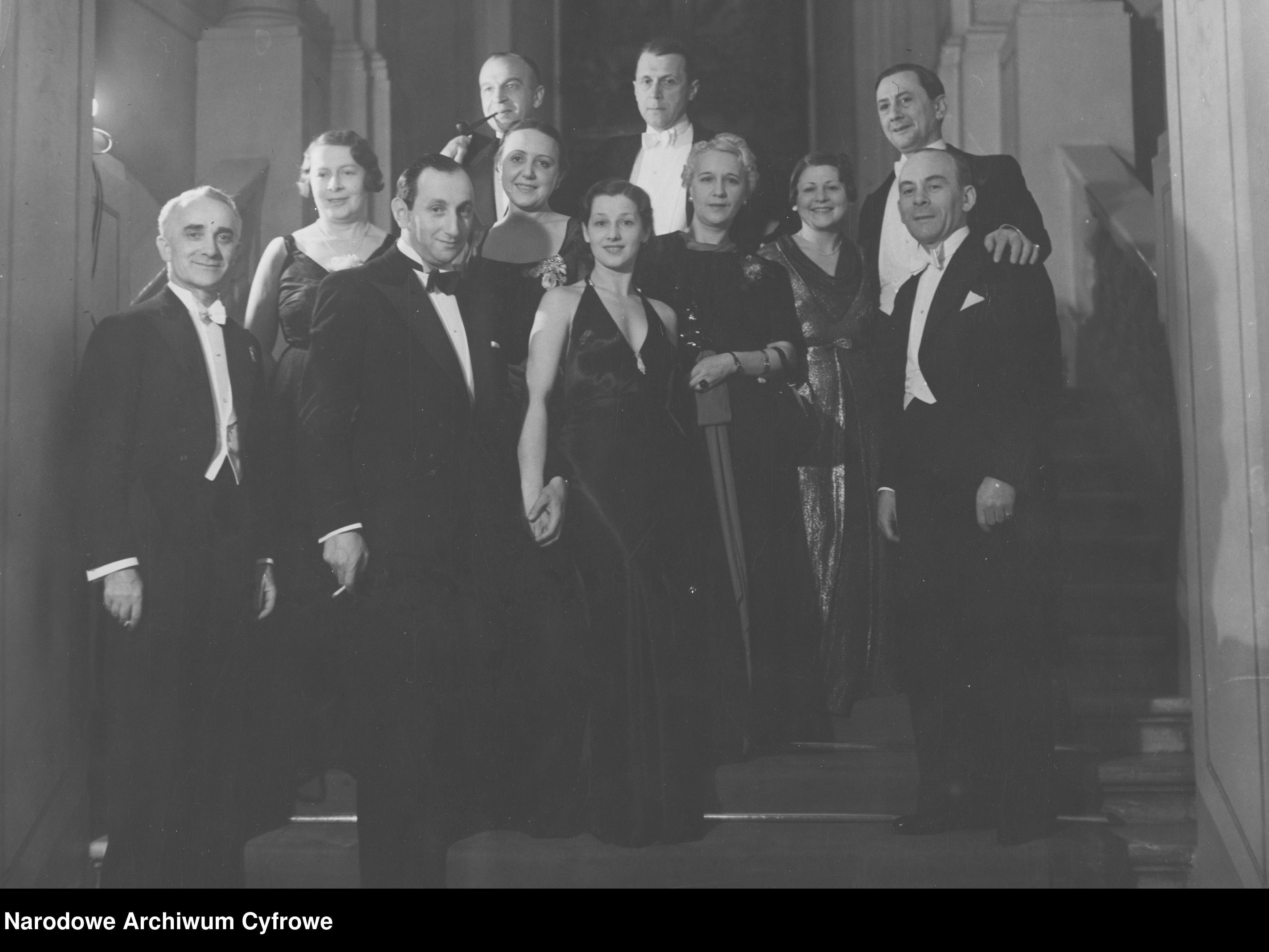
Marian Güntner z żoną (z lewej) na balu mody.

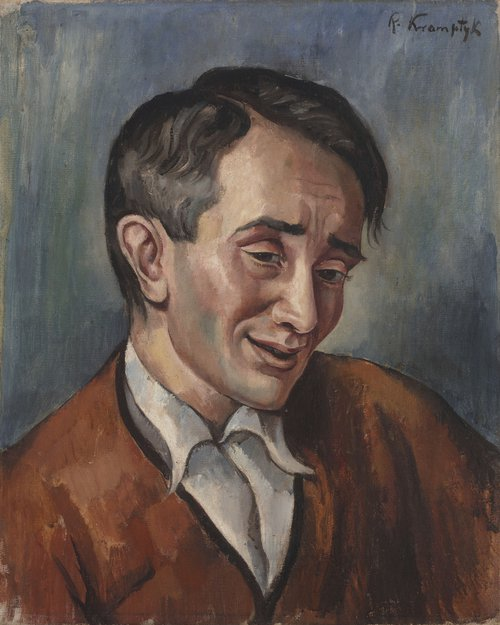
Portret Mariana Rentgena autorstwa Romana Kramsztyka (ok. 1924).

Marian Rentgen, właśc. Marian Antoni Güntner także Guntner lub błędnie Gunter, ps. „Rentgen”, Marian Rentgen (ur. 23 czerwca 1888 w Bochni, zm. wiosną 1940 w Charkowie) – polski działacz niepodległościowy, piosenkarz, pieśniarz lwowski i warszawski, aktor kabaretowy i filmowy, porucznik farmaceuta Wojska Polskiego, magister farmacji, ofiara zbrodni katyńskiej.

## Życiorys
Syn Jerzego (1853–1932) i Józefy z Scherów (1856–1936). W 1908 ukończył c. k. Gimnazjum w Bochni. W roku szkolnym 1905/1906 jako uczeń klasy V był członkiem kapeli szkolnej, natomiast w roku szkolnym 1906/1907 jako uczeń klasy VI należał do szkolnej orkiestry smyczkowej i orkiestry dętej. W 1913 ukończył studia na Wydziale Farmacji Uniwersytetu Franciszkańskiego we Lwowie. Należał do Polskich Drużyn Strzeleckich. Uczył się aktorstwa u Romana Żelazowskiego, a śpiewu u Zofii Kozłowskiej. W listopadzie 1912 zadebiutował w Teatrzyku „Ul” we Lwowie pod kierownictwem Adama Zagórskiego. Lata 1913–1914 spędził w Teatrze Rozmaitości w Krakowie.
W czasie I wojny światowej służył w armii austro-węgierskiej. W 1918 wstąpił do Wojska Polskiego. Podczas wojny polsko-bolszewickiej służył w 201 pułku piechoty i 205 pułku piechoty na stanowisku dowódcy kompanii i oficera broni. 1 czerwca 1921 pełnił służbę w Dowództwie miasta Warszawa, a jego oddziałem macierzystym był 5 pułk piechoty Legionów. W czasie wojny nie rozstawał się z gitarą, propagując swojskie piosenki.
8 stycznia 1924 został zatwierdzony w stopniu porucznika ze starszeństwem z 1 czerwca 1919 i 92. lokatą w korpusie oficerów rezerwy sanitarnych, grupa aptekarzy. Posiadał wówczas przydział w rezerwie do 6 batalionu sanitarnego we Lwowie. W 1934, jako oficer rezerwy pozostawał w ewidencji Powiatowej Komendy Uzupełnień Warszawa Miasto III i posiadał przydział do Kadry Zapasowej 1 Szpitala Okręgowego w Warszawie. Po I wojnie światowej prowadził w Warszawie aptekę przy ulicy Mazowieckiej 10.
Po demobilizacji dzięki pomocy Ludwika Lawińskiego znalazł się w kręgu gwiazd warszawskich teatrzyków rewiowych. Występował w warszawskich kabaretach: „Miraż” (1919), „Perskie Oko”, „Qui Pro Quo” (1925–1926), „Cyrulik Warszawski”, „Momus”, „Wielka Rewia”, „Stańczyk” (1922–1924), „Wesoły Wieczór” (1929–1931) i „Hollywood”; występował z Hanką Ordonówną. Jubileusz 25-lecia pracy artystycznej miał miejsce w Filharmonii Narodowej w Warszawie w 1937.
W 1939 został zaangażowany do teatrzyku „Figaro” przy ul. Marszałkowskiej 8, ale wybuch II wojny światowej uniemożliwił występy. Zamieszkiwał w Warszawie przy ul. Poznańskiej 3.
Był wspaniałym odtwórcą ballad i piosenek charakterystycznych (będąc często także ich autorem), akompaniował sobie na gitarze, był artystą wybitnie kabaretowym, hołdującym francuskim wzorom. Dokonał nagrań dla „Płyty Polskiej”, Syreny Rekord oraz Parlophonu.
W czasie kampanii wrześniowej 1939 dostał się do niewoli sowieckiej i został osadzony w obozie w Starobielsku. Wiosną 1940 został zamordowany przez funkcjonariuszy NKWD w Charkowie i pogrzebany w bezimiennej, zbiorowej mogile w Piatichatkach, gdzie od 17 czerwca 2000 mieści się oficjalnie Cmentarz Ofiar Totalitaryzmu w Charkowie. Figuruje na Liście Starobielskiej NKWD pod poz. 673.

## Ordery i odznaczenia
- Krzyż Walecznych trzykrotnie[8][28]
- Medal Niepodległości – 27 czerwca 1938 „za pracę w dziele odzyskania niepodległości”[29][1][30]
- Medal Pamiątkowy za Wojnę 1918–1921[6]
- Medal Dziesięciolecia Odzyskanej Niepodległości[6]

## Upamiętnienie
5 października 2007 minister obrony narodowej Aleksander Szczygło – decyzją nr 439/MON –mianował go pośmiertnie na stopień kapitana. Awans został ogłoszony 9 listopada 2007 w Warszawie, w trakcie uroczystości „Katyń Pamiętamy – Uczcijmy Pamięć Bohaterów”.
W ramach akcji „Katyń... pamiętamy” / „Katyń... Ocalić od zapomnienia”, Marian Rentgen-Güntner został uhonorowany poprzez zasadzenie Dębu Pamięci w rodzinnej Bochni.

## Wykonawca przebojów
- Aczkolwiek (muz. R. Fall, sł. Andrzej Włast)[14]
- Dulcinea[d] (muz. Zygmunt Wiehler, sł. Andrzej Włast)[14]
- Don Carlos i fokstrot Dziewczęta z Woli (obie muz. Salwin Strakacz, sł. Stanisław Biernacki)[14]

Więcej na stronie „Stare Melodie”.

## Wybrana filmografia
- 1927 – Kochanka Szamoty, jako przechodzień[3]
- 1932 – Sto metrów miłości[3]
- 1933 – Jego ekscelencja subiekt[3]
- 1937 – Pani minister tańczy[3]
- 1939 – O czym się nie mówi[3]

## Przedstawienia teatralne (wybór)
Wybrane przedstawienia teatralne:
- 5 września 1925 – Perskie Oko,
- 2 stycznia 1926 – Pod sukienką,
- 26 kwietnia 1927 – Warszawa znów się bawi,
- 20 maja 1930 – Czy pani lubi bez?,
- 22 grudnia 1931 – Rok 1932,
- 20 grudnia 1935 – Wieczna ondulacja,
- 21 marca 1936 – Ogród rozkoszy,
- 26 stycznia 1937 – Cabaretissimo, „Cyrulik Warszawski”,
- 9 września 1937 – Jaś u raju bram, „Cyrulik Warszawski”,
- 22 grudnia 1938 – Kochajmy zwierzęta[39]

## Dyskografia
- 1924 – Marian Rentgen artysta teatru „Perskie Oko” śpiew z własnym akompaniamentem gitary Syrena Rekord (SR 474a–477a)[potrzebny przypis]
- 1930 – Marian Rentgen artysta Teatrów Warszawskich śpiew z udziałem Orkiestry Tanecznej Zygmunta Karasińskiego Syrena Rekord (SR 3503)
- 1930 – Orkiestra Taneczna Zygmunta Karasińskiego refren śpiewa Marian Rentgen artysta Teatrów Warszawskich Syrena Rekord (SR 6528)
- 1930 – Marian Rentgen artysta Teatrów Warszawskich Olimpia (Olimpia 544)
- 2006: The Polish Encyklopedia Of Jazz Vol.1–3 [Box], Polonia Records, POLONIA CD209-211 (składanka):
  - CD 1,
  - 14. Dulcinea – Marian Rentgen[40].